# Jorge da Costa
Jorge da Costa, le cardinal de Portugal ou le cardinal de Lisbonne (né à  Alpedrinha, Portugal, en 1406 et mort le 18 septembre 1508 à Rome) est un cardinal portugais du XVe siècle et du début du XVIe siècle. Il est le frère de Martinho da Costa, archevêque de Lisbonne et de Jorge da Costa, archevêque de Braga.

## Biographie
Jorge da Costa étudie à l'université de Paris. Il est curé à Scalabo, où la cour est établie à cause de la peste. Il est aumônier et confesseur de l'infanta Catarina, la fille du roi Alphonse V de Portugal, qui l'envoie au roi de Castille comme ambassadeur et doyen du chapitre de la cathédrale de Lisbonne. En 1463 il est élu évêque d'Évora et transféré à l'archidiocèse de Lisbonne en 1464. Da Costa est premier ministre du Portugal, abbé commendataire du monastère cistercien de Santa Maria de Alcobaça au nord de Lisbonne. 
Le pape Sixte IV le crée cardinal lors du consistoire du 18 décembre 1476. Après la mort du roi du Portugal Alphonse V en 1481, il réside à Rome, à cause de conflits avec le nouveau roi Jean II. Le cardinal da Costa est légat apostolique à Venise et camerlingue du Sacré Collège en 1486 et 1487. De 1486 à 1488, il est archevêque de Braga et archevêque in commendam de Gênes en 1495-1496. Da Costa est sous-doyen du Collège des cardinaux et évêque de Viseu en 1505. Da Costa est un des cardinaux les plus riches de son temps et est un protecteur des arts. 
Il participe aux conclaves de 1484 (élection d'Innocent VIII), de 1492 (élection d'Alexandre VI) et aux deux conclaves de 1503 (élections de Pie III et Jules II).
Jorge da Costa meurt centenaire, le 18 septembre 1508 à Rome.